# Lixus acicularis
Espèce
Lixus acicularis est une espèce de coléoptères de la famille des Curculionidae et du genre Lixus.

## Description
Ce charançon mesure environ 6,5 à 9,5 mm et possède sur le dessus du corps une pulvérulence marron clair ainsi qu'une bordure latérale crème à blanche sur les côtés du thorax. Enfin les élytres sont terminés par des mucrons de taille moyenne.

## Distribution
Selon la cartographie du GBIF, l'espèce est présente a minima dans la péninsule ibérique, en France, en Italie, au Maroc et en Algérie. En France elle semble plus commune dans le Sud.

## Biologie
L'espèce est inféodée à diverses espèces d'Astéracées, à savoir Crepis vesicaria ssp. taraxacifolia, Dittrichia viscosa, Hedypnois rhagadioloides et Limbarda crithmoides.

## Systématique
Le nom valide complet (avec auteur) de ce taxon est Lixus acicularis E.F.Germar, 1823.